# K.u.k. Stabswesen
Das k.u.k. Stabswesen der österreichisch-ungarischen Streitkräfte gliederte sich in drei Organisationen:

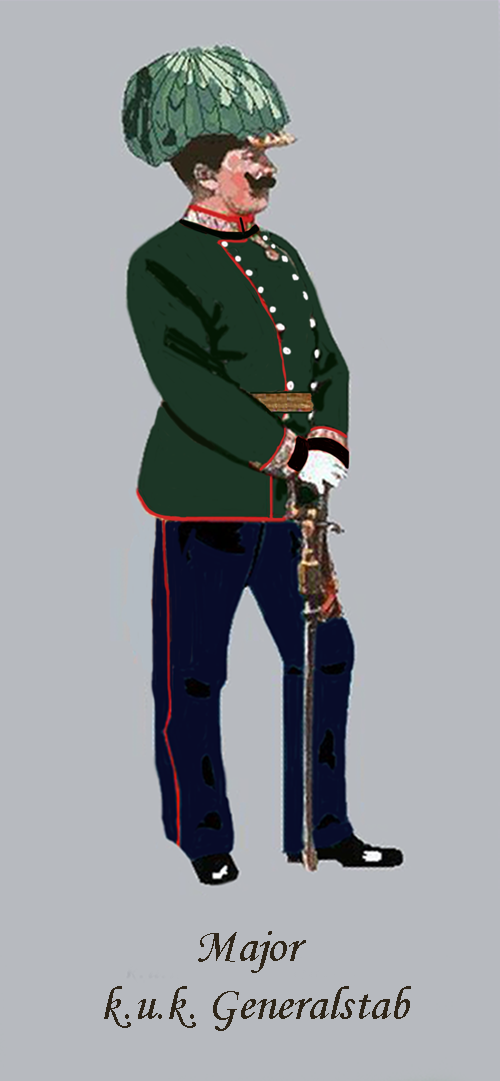

- Der Generalstab
- Der Artilleriestab
- Der Geniestab

## Der Generalstab

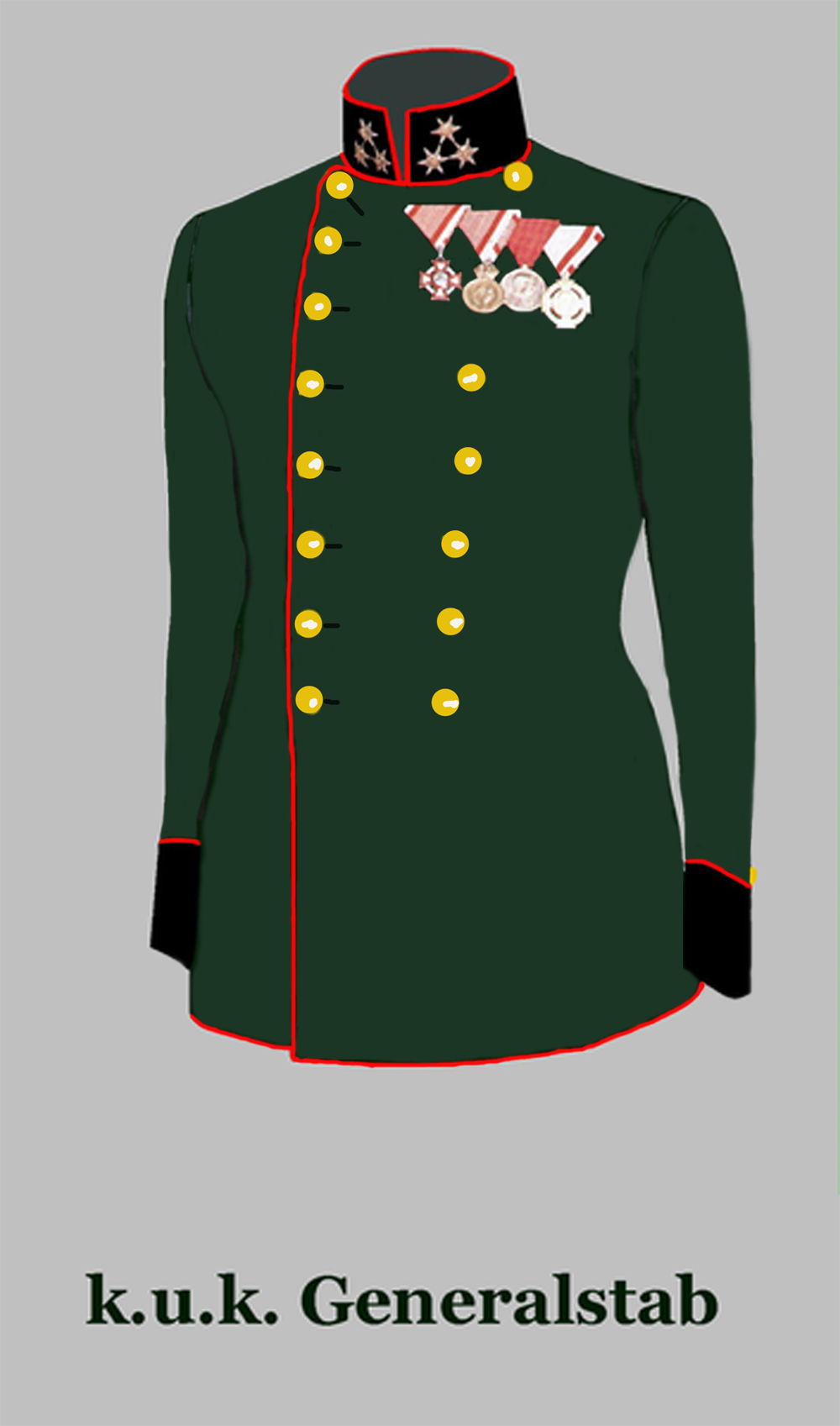
Waffenrock eines k.u.k. Hauptmanns im Generalstab

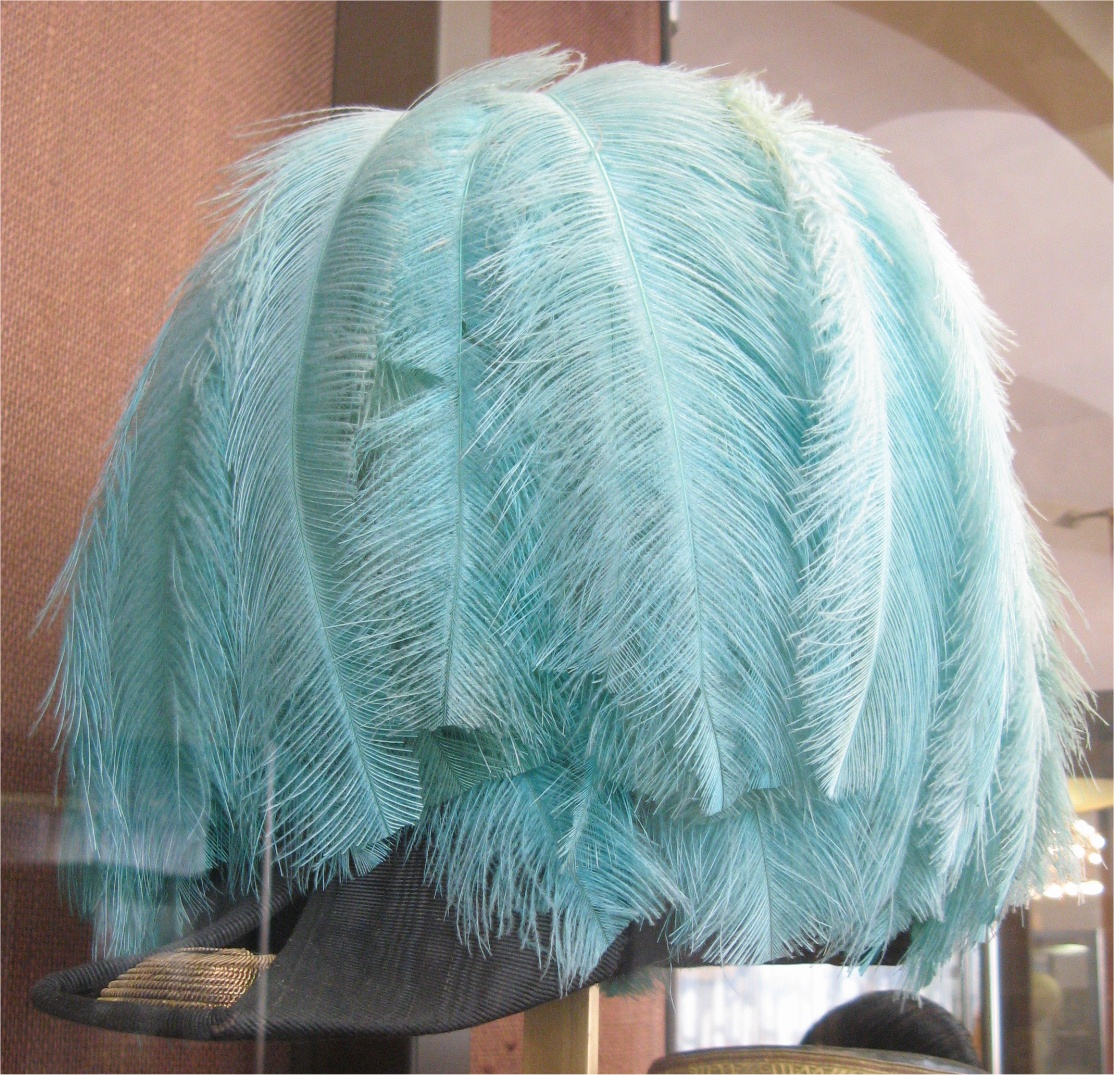
Stulphut eines Hauptmanns des k.u.k. Generalstabskorps

Aufgabe des Generalstabes war, im Falle eines drohenden Krieges sämtliche Vorbereitungen zu treffen, diese zu leiten und die Ausführungen zu überwachen. Die höheren Kommanden waren durch den Generalstab bei allen strategischen, taktischen und administrativen Anordnungen zu unterstützen.
An der Spitze des Generalstabes stand ein höherer General mit dem Titel „Chef des Generalstabes für die gesamte bewaffnete Macht“. Der Generalstab war zwar formal Teil des k.u.k. Kriegsministeriums, der Generalstabschef hatte aber das Recht, dem Kaiser direkt vorzutragen, und war wie der Kriegsminister selbst verpflichtet, Anordnungen des Obersten Kriegsherrn umzusetzen.
Für den Ersten Weltkrieg wurde zu dessen Beginn, da der 84-jährige Kaiser Franz Joseph I. das Kommando nicht selbst führen wollte, das Armeeoberkommando eingerichtet, dem der Generalstab angehörte. Der Generalstabschef war nun dem Armeeoberkommandanten (in der ersten Kriegshälfte Erzherzog Friedrich, in der zweiten Kriegshälfte meist Kaiser Karl I. selbst) direkt unterstellt. Erzherzog Friedrich ließ dem Generalstabschef, wie mit Franz Joseph I. vereinbart, zumeist freie Hand. Karl I. griff auch direkt in das Geschehen ein und wechselte den Generalstabschef daher bald aus.
Der Generalstab setzte sich zusammen aus:
- dem Generalstabskorps (Generalstabsoffiziere[1] vom Hauptmann aufwärts)
- zugeteilten Offizieren der Truppe

Das Generalstabskorps wurde von Offizieren gebildet, die die hierfür nötige wissenschaftliche Befähigung unter Beweis gestellt hatten und im praktischen Generalstabsdienst erprobt worden waren. Für diese Erprobung wurde der Offizier zunächst dem Generalstab zugeteilt.
Abhängig von einer solchen „Zuteilung“ war der Nachweis der bisherigen sehr guten Dienstleistung, der charakterlichen und körperlichen Eignung, sowie der Absolvierung der Kriegsschule mit mindestens der Beurteilung „Gut“.
Oberleutnants, welche nach Absolvierung der k.u.k. Kriegsschule dem Generalstab zugeteilt wurden und während einer eineinhalb- bis dreijährigen Zugehörigkeit den Anforderungen entsprochen hatten, wurden auf Antrag des Chefs des Generalstabes, bei gleichzeitiger Versetzung zur Truppe, zu Hauptleuten (Rittmeistern) befördert. Nach mindestens zweijähriger Truppenverwendung wurden in das Generalstabskorps nur diejenigen Hauptleute eingestellt, welche den Truppendienst mit sehr guten Qualifikationen abgeleistet hatten.
Ihrer sozialen Herkunft nach kamen die Generalstabsoffiziere vom Ende des 19. Jahrhunderts an besonders häufig aus bürgerlichen Familien oder waren eigens aus Anlass ihrer Aufnahme in den Generalstab in den Adelsstand erhoben worden.
Die Offiziere des Generalstabes fanden in Friedenszeiten die folgenden Verwendungen:
- In den Büros des Generalstabes
  - Das Direktionsbüro für alle Personal- und ökonomische Angelegenheiten
  - Das Büro für operative und besondere Generalstabsarbeiten
  - Das Landbeschreibungsbüro für Evidenzhaltung fremder Heere
  - Das Eisenbahnbüro
  - Das Telegraphenbüro
- Bei den Militärbehörden und höheren Kommanden
  - Ein Oberleutnant als Generalstabsoffizier bei jedem Brigadekommando
  - Ein Stabsoffizier des Generalstabskorps als Leiter einer Generalstabsabteilung bei jeder Truppendivision und jedem Militärterritorialkommando. Er führte den Titel „Generalstabschef“ (der jeweiligen Formation)
- Zur Truppe abkommandiert
- In besonderer Verwendung
  - als Schulkommandanten und/oder Lehrer in Militärschulen
  - als Militärbevollmächtigte und/oder Militärattachés im Ausland

### Adjustierung der Generalstabsoffiziere
Der Stulphut mit grünem Federbusch ebenso die Feldkappe entsprachen denen des Generals mit deutscher Uniform. Der dunkelgrüne Waffenrock hatte einen schwarzen Samtkragen und entsprechende Ärmelaufschläge, scharlachrote Passepoils und zwei Reihen glatter, gelber Knöpfe. Die dunkelgrüne Bluse (bis 1908, dann Hechtgrau) und der blaugraue Mantel waren mit schwarzsamtenen, scharlachrot passepoilierten Parolis ausgestattet. Die Pantalons waren aus blaugrauem Tuch mit scharlachroten Passepoils. Die Feldbinde wurde um die Hüfte gebunden. Bewaffnung wie Infanterieoffiziere.
Die dem Generalstab zugeteilten Offiziere trugen weiterhin die Uniform ihres Stammtruppenteils. Zu Kenntlichmachung wurde die Feldbinde über die rechte Schulter zur linken Hüfte getragen.

## Der Artilleriestab

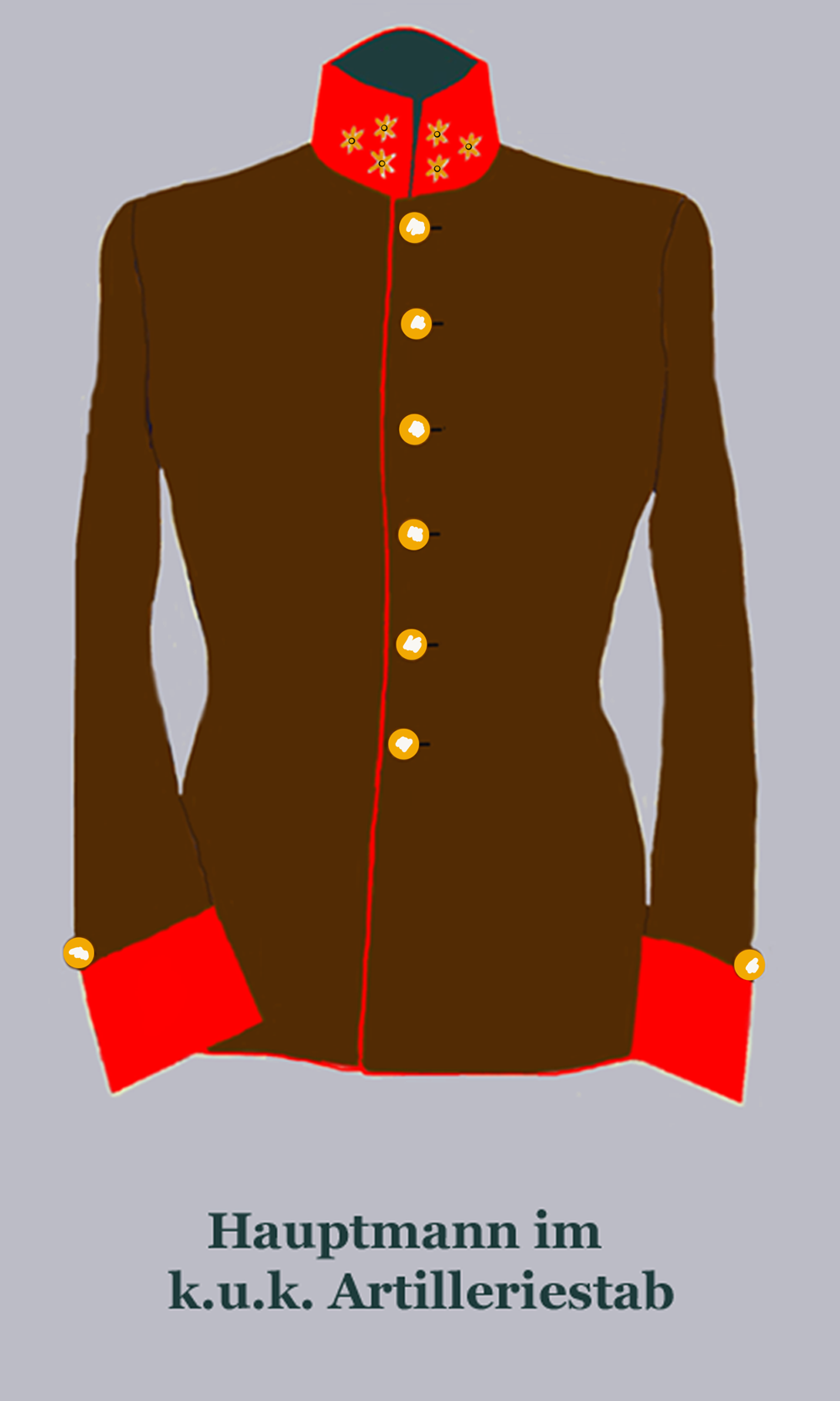
Waffenrock eines k.u.k. Hauptmanns im Artilleriestab

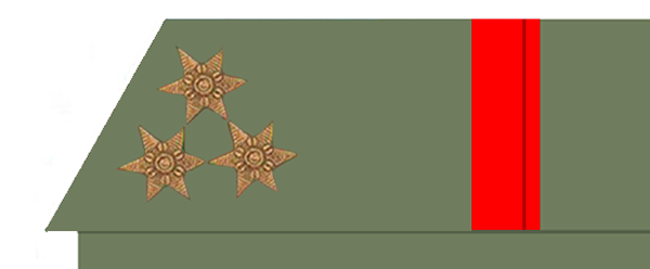
Paroli Hauptmann im Artilleriestab

Der Artilleriestab stellte bis 1896 eine eigenständige Gruppierung innerhalb des k.u.k. Stabswesens dar. Der Artilleriestab der k.u.k. Streitkräfte umfasste dabei insbesondere jene Offiziere, die aufgrund ihrer Erfahrung bzw. Ausbildung als Fachleute für das Artilleriewesen bei den höheren Kommanden und Behörden des Heeres eingeteilt waren. Sie stammten aus der Artillerietruppe bzw. der Technischen Artillerie. Im Frieden waren die Artilleriestabsoffiziere, welche dem k.u.k. Kriegsministerium und den höheren Kommanden zugeteilt waren, für die Einheitlichkeit der Ausbildung der Artillerie zuständig und hatten den Dienst in den Artilleriezeugsanstalten zu überwachen.
Im Unterschied zum General- und Geniestab, die bis 1918 als gewissermaßen "geschlossene Korps" innerhalb der k.u.k. Streitkräfte bestehen blieben, gab es einen eigenständigen Artilleriestab nach 1896 nicht mehr. Da die in jenem Jahr eingeführte Beförderungsvorschrift den Begriff Artilleriestab nicht kannte, wurde er gewissermaßen stillschweigend aufgelöst. An seiner Stelle schuf die neue Vorschrift die Bezeichnung "Offizier in besonderer Verwendung der Artillerie". Nach 1896 lebte der Begriff Artilleriestab bei der Truppe jedoch als inoffiziell gebrauchtes Synonym für "die Gesamtheit der k.u.k. Offiziere in besonderer Verwendung der Artillerie" fort, zumal die Angehörigen dieses Personenkreises ihren Dienst wie vor 1896 als Fachleute für das Artilleriewesen bei den höheren Kommanden und Behörden des Heeres versahen.
Die Gruppe der Militärpersonen in besonderer Verwendung der Artillerie bestand analog zu den Regelungen im Geniestab (siehe dort) aus Offizieren vom Hauptmann aufwärts. Die Personalergänzung erfolgte durch Offiziere, die den zweijährigen "höheren Artilleriekurs" an der Technischen Militärakademie mit mindestens der Beurteilungsnote „Gut“ abgeschlossen hatten. Vor einer endgültigen Ernennung zum Offizier in besonderer Verwendung der Artillerie erfolgte als Eignungsprobe des Anwärters eine weitere Truppenverwendung.
Die Offiziere in besonderer Verwendung der Artillerie erhielten ebenso wie die Offiziere des Generalstabes und des Geniestabes Beförderungsbegünstigungen zuerkannt.

### Adjustierung der Artilleriestabsoffiziere
Adjustierung und Bewaffnung entsprachen den Artillerieoffizieren. Lediglich die Knöpfe waren glatt und gelb.

## Der Geniestab

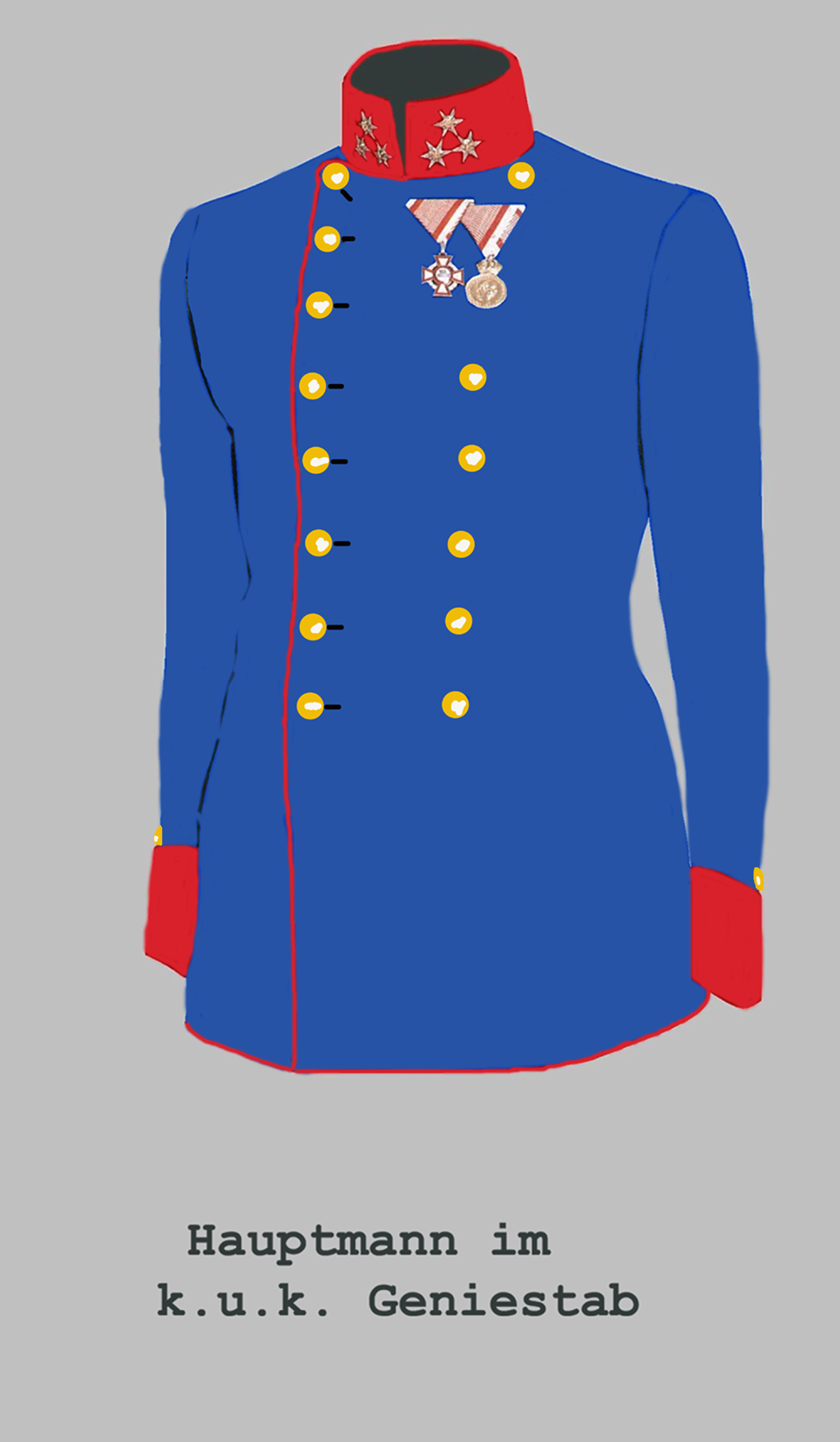
Waffenrock eines k.u.k. Hauptmanns im Geniestab

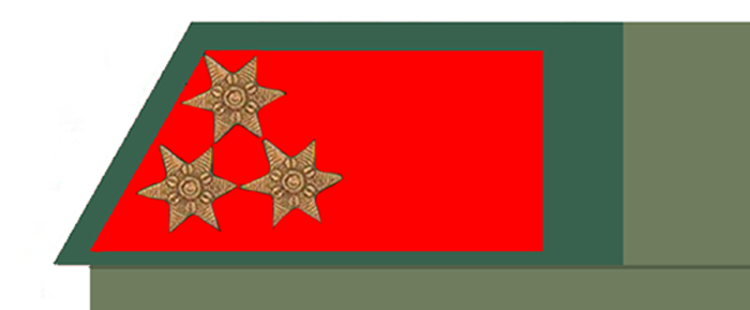
Paroli Hauptmann im Geniestab

Der Geniestab war verantwortlich für die Leitung des kriegsbautechnischen Dienstes; er wirkte beim Angriff und der Verteidigung von festen Plätzen (siehe Genietruppe) mit. An der Spitze des Stabes stand ein General, welcher den Titel „Generalgenieinspektor“ führte. Das Personal bestand aus Offizieren vom Hauptmann aufwärts und weiteren zugeteilten Offizieren.
Die Personalergänzung erfolgte durch Offiziere, die den höheren Geniekurs mit mindestens der Beurteilungsnote „Gut“ abgeschlossen haben mussten. Vor einer endgültigen Versetzung zum Geniestab erfolgte zunächst eine Kommandierung zum Zwecke der Probe des Aspiranten.
In der Militärabteilung jedes Militärterritorialkommandos war ein Stabsoffizier oder dienstälterer Hauptmann zur Bearbeitung der Aufgaben seines Fachgebiets eingeteilt.
Weiterhin dienten Geniestabsoffiziere im Technischen Militärkomitee, den Militärbildungsanstalten und bei den Genie- und Festungsbaudirektionen.

### Adjustierung der Geniestabsoffiziere
Als Kopfbedeckung diente der Stulphut mit schwarzen Hahnenfedern, ähnlich dem der Militärärzte, sowie eine schwarze Feldkappe. Der Waffenrock bestand aus lichtblauem Tuch mit zwei Reihen gelber, glatter Knöpfe und kirschroter Samtegalisierung. Die Feldbluse war bis 1908 ebenfalls aus hellblauem Tuch gefertigt (danach in Hechtgrau) und mit Parolis in kirschrotem Samt ausgestattet. Gleiches galt für den Mantel. Die Pantalons in Blaugrau mit kirschroten Samtpassepoils. Bewaffnung und Feldbinde wie Infanterieoffiziere.

## Geschichte

### Vorläufer und Entstehung
Erste Vorläufer einer zentralen militärischen Planungs- und Befehlsstruktur, die vom Monarchen und einzelnen eingesetzten Heerführern unabhängig war, lassen sich für das Habsburgerreich im Dreißigjährigen Krieg fassen. Der ältere Hofkriegsrat war hingegen eine Militärverwaltungsbehörde. Eine klare Aufgabenzuschreibung für den bereits zuvor bestehenden Generalquartiermeisterstab erfolgte durch das Generalsreglement von 1769 im Rahmen der Theresianische Reformen. Diese blieben vorerst jedoch auf das hergebrachte Aufgabenfeld der Marschorganisation, Beschaffung und Auswertung von Kartenmaterial und Landesbeschreibungen sowie neu die Auswertung der Militärgeschichte und die Ausarbeitung von Reglements für die Truppe beschränkt. 1792 wurde der Generalquartiermeisterstab dann verstetigt und auch in Friedenszeiten beibehalten. Josef Wenzel Radetzky von Radetz, von 1809 an Generalquartiermeister, erhielt ab 1813 auch Einfluss auf operative Entscheidungen. Unter seinen Nachfolgern schwand die Bedeutung der Institution aber wieder.
Eine größere Beachtung erfuhr das Generalstabswesen in Österreich, wie in mehreren anderen europäischen Staaten, erst nach den Kriegserfolgen Preußens von 1864 an, die im Wesentlichen auf die Führung durch den dortigen Großen Generalstab zurückgeführt wurden. Erster Generalstabschef wurde Franz von John, 1874 gefolgt von Anton von Schönfeld. Zwar verfügte der neue Generalstab über weitreichende Kompetenzen für Kriegsplanung und -führung, jedoch dominierten bis etwa 1880 Erzherzog Albrecht von Österreich-Teschen als einflussreicher militärischer Entscheidungsträger. Insbesondere von Schönfeld ließ dennoch detaillierte Pläne für Mobilmachung und Aufmarsch der Armee ausarbeiten.

### Bedeutungsgewinn in der späten Monarchie
Friedrich von Beck-Rzikowsky setzte 1881 bei seiner Ernennung zum Generalstabschef auf Grundlage seiner persönlich guten Beziehung zu Franz Joseph I. eine Aufwertung des Generalstabs durch. So erhielt er ein direktes Vortragsrecht beim Kaiser. Zudem wurden ihm die Militärattachés unterstellt. Dies war mit einer personellen Vergrößerung des Generalstabs verbunden. Von Beck bemühte sich um ein besseres Verhältnis zum Deutschen Reich bzw. Preußen, das 15 Jahre zuvor noch Kriegsgegner gewesen war, und richtete die Kriegsvorbereitungen vor allem auf Russland aus. Vor allem auf Betreiben von Erzherzog Franz Ferdinand von Österreich-Este wurde im November 1906 Franz Conrad von Hötzendorf zum Nachfolger von Becks ernannt. Von Hötzendorf erreichte einen direkten Zugang des Generalstabschefs zu verschiedenen Regierungsorganen sowie eine Verlängerung der Ausbildung potenzieller Generalstabsoffiziere an der k.u.k. Kriegsschule um eines auf drei Jahre. Zudem arbeitete er auf eine Verjüngung des Offizierskorps hin und bemühte sich, Ausbildung und Ausrüstung von hergebrachten Traditionen zu befreien und stärker auf die erwarteten Abläufe eines Krieges auszurichten. Davon abgesehen lähmten Machtkämpfe zwischen dem Kaiser, dem Erzherzog, von Hötzendorf und Außenminister Alois Lexa von Aehrenthal zu außenpolitischen und militärischen Fragen die Weiterentwicklung des Generalstabs. Von Hötzendorf trat daraufhin Ende 1911 zurück. Für rund ein Jahr leitete Blasius von Schemua den Generalstab, bevor Franz Ferdinand erneut von Hötzendorf in dieser Funktion installierte.
1911 umfasste der Generalstab 669 Offiziere. Deren Hauptarbeitsfeld war die Erstellung verschiedener Pläne für einen erwarteten Kriegsausbruch. 1913 führte die Enttarnung von Alfred Redl, einem der führenden Offiziere des Evidenzbüros, als Agent Russlands und Italiens zu einer Krise des gesamten Generalstabs.